# Euxoa nigripennis
Euxoa nigripennis är en fjärilsart som beskrevs av Augustus Radcliffe Grote 1880. Euxoa nigripennis ingår i släktet Euxoa och familjen nattflyn. Inga underarter finns listade i Catalogue of Life.